# Patelloida
Patelloida is een geslacht van weekdieren uit de klasse van de Gastropoda (slakken).

## Soorten
- Patelloida alticostata (Angas, 1865)
- Patelloida bellatula (Iredale, 1929)
- Patelloida chamorrorum Lindberg & Vermeij, 1985
- Patelloida conulus (Dunker, 1861)
- Patelloida corticata (Hutton, 1880)
- Patelloida cryptalirata (Macpherson, 1955)
- Patelloida exilis (Philippi, 1846)
- Patelloida garrettii (Pilsbry, 1891)
- Patelloida garuda Nakano & Aswan, 2008
- Patelloida heroldi (Dunker, 1861)
- Patelloida heteromorpha (Oliver, 1926)
- Patelloida inquilinus (Preston, 1913)
- Patelloida insignis (Menke, 1843)
- Patelloida latistrigata (Angas, 1865)
- Patelloida lentiginosa (Reeve, 1855)
- Patelloida maraisi (Kilburn, 1977)
- Patelloida mimula (Iredale, 1924)
- Patelloida mufria (Hedley, 1915)
- Patelloida nigrosulcata (Reeve, 1855)
- Patelloida perconica (Preston, 1913)
- Patelloida pseudopygmaea Nakano & Aswan, 2008
- Patelloida pygmaea (Dunker, 1860)
- Patelloida rugosa Quoy & Gaimard, 1834
- Patelloida ryukyuensis Nakano & Ozawa, 2005
- Patelloida saccharina (Linnaeus, 1758)
- Patelloida saccharinoides Habe & Kosuge, 1996
- Patelloida signata (Pilsbry, 1901)
- Patelloida striata Quoy & Gaimard, 1834
- Patelloida toloensis Christiaens, 1980
- Patelloida victoriana (Singleton, 1937)